# Вусач-пурпуронадкрил
Вуса́ч-пурпуронадкри́л  (лат. Purpuricenus Dejean, 1821)— рід жуків з родини вусачів. У межах Українських Карпат трапляється лише один вид — Вусач-пурпуронадкрил Кеглера (Purpuricenus kaehleri (Linnaeus, 1758).